# 2020年東京オリンピックのバスケットボール競技・女子日本選手団
2020年東京オリンピックのバスケットボール競技・女子日本選手団（2020ねんとうきょうオリンピックバスケットボールきょうぎじょしにほんせんしゅだん）は、2020年東京オリンピック女子バスケットボール競技に出場したバスケットボール女子日本代表。2016年リオデジャネイロ大会に続き2大会連続5度目の出場。初めて決勝に進出し、歴代最高の準優勝という成績を収めた。

## 選手選考過程
2020年
- 3月30日 IOC理事会で2020年東京オリンピックの1年開催延期が決定
- 8月7日 東京オリンピックを見据えた日本代表チームの活動再開を念頭に日本代表候補選手を発表[2]
- 11月5日 日本代表候補選手を追加発表[3]
- 11月10日 2020年度第1次強化合宿開始

2021年
- 4月2日 2021年度第1次強化合宿開始
- 6月1日 第5次強化合宿参加メンバー（三井不動産カップ2021(神奈川大会)エントリーメンバー）16名発表[4]
- 6月10日 三井不動産カップ2021(神奈川大会)日本 69-47 ポルトガル
- 6月12日 三井不動産カップ2021(神奈川大会)日本 68-43 ポルトガル
- 6月13日 三井不動産カップ2021(神奈川大会)日本 67-58 ポルトガル
- 6月19日 第6次強化合宿参加メンバー16名を発表
- 7月1日 東京オリンピック日本代表内定選手12名を発表[5]
- 7月15日 三井不動産カップ2021（埼玉大会）日本 84-76 ベルギー
- 7月17日 三井不動産カップ2021（埼玉大会）日本 94-59 プエルトリコ

## スタッフ
- ヘッドコーチ：トム・ホーバス
- アシスタントコーチ：恩塚亨
- アシスタントコーチ：知花武彦
- スポーツパフォーマンスコーチ：松野慶之
- アスレティックトレーナー　岩松真理恵
- アスレティックトレーナー　石山静香
- マネージャー：成井千夏
- マネージャー：木村絵理

## 選手
| No. | 氏名         | P  | 身長  | 生年月日 | 所属                           | 備考 |
| --- | ------------ | -- | ----- | -------- | ------------------------------ | ---- |
| 0   | 長岡萌映子   | PF | 183cm |          | トヨタ自動車アンテロープス     |      |
| 08  | 髙田真希     | C  | 185cm |          | デンソーアイリス               |      |
| 12  | 三好南穂     | SG | 167cm |          | トヨタ自動車アンテロープス     |      |
| 13  | 町田瑠唯     | PG | 162cm |          | 富士通レッドウェーブ           |      |
| 15  | 本橋菜子     | PG | 165cm |          | 東京羽田ヴィッキーズ           |      |
| 20  | 東藤なな子   | SG | 174cm |          | トヨタ紡織サンシャインラビッツ |      |
| 27  | 林咲希       | SG | 173cm |          | ENEOSサンフラワーズ            |      |
| 30  | 馬瓜エブリン | PF | 181cm |          | トヨタ自動車アンテロープス     |      |
| 32  | 宮崎早織     | PG | 167cm |          | ENEOSサンフラワーズ            |      |
| 52  | 宮澤夕貴     | SF | 183cm |          | 富士通レッドウェーブ           |      |
| 88  | 赤穂ひまわり | SF | 185cm |          | デンソーアイリス               |      |
| 99  | オコエ桃仁花 | PF | 182cm |          | 富士通レッドウェーブ           |      |